# 120-as busz (Budapest, 1974–1976)
A budapesti 120-as jelzésű autóbusz a Hősök tere és Újpest, Fóti út között közlekedett. A vonalat a Budapesti Közlekedési Vállalat üzemeltette.

## Története
1974. november 4-én a 120E jelzésű expresszjáratot gyorsjárattá fokozták le és a 120-as jelzést kapta, a két végállomása között a Róbert Károly körútnál, az István térnél és a Papp József térnél állt meg.
1975. szeptember 21-étől a Fóti út felé a Bajcsy-Zsilinszky út helyett az István térnél állt meg, útvonala is kis mértékben módosult az újpesti lakótelep építése miatt: a Lebstück Mária utca helyett a Pozsonyi utcában közlekedett. 1976. augusztus 16-án új megállót kapott a Pozsonyi utcai lakótelepnél.
1977. január 1-jén a 120-as buszt átszámozták 20-asra, a gyorsjárati jellege tehát megmaradt. 

## Útvonala
| Újpest, Fóti út felé: | Hősök tere felé: |
| --- | --- |
| Hősök tere vá. – Rippl-Rónai utca – Népköztársaság útja – Dózsa György út – Vágány utca – Reitter Ferenc utca – Gyöngyösi utca – Béke utca – Pozsonyi utca – Bajcsy-Zsilinszky út – Dózsa György út – Pamutgyár utca – Papp József tér – Leiningen Károly utca – Fóti út – Újpest, Fóti út vá. | Újpest, Fóti út vá. – Nádor utca – Vécsey Károly utca – Leiningen Károly utca – Papp József tér – Pamutgyár utca – Dózsa György út – Bajcsy-Zsilinszky út – Pozsonyi utca – Béke utca – Gyöngyösi utca – Reitter Ferenc utca – Vágány utca – Dózsa György út – Hősök tere vá. |

## Megállóhelyei
| 0  | Hősök tere végállomás                   | 25 | Millenniumi Földalatti Vasút 1, 4           |
| 2  | Szépművészeti Múzeum (↓) Hősök tere (↑) | 23 | 4, 20, 20A, 30, 130 71, 72, 75, 79          |
| 7  | Róbert Károly körút                     | 18 | 4, 20, 20A, 30, 32, 55, 104, 130, 132, 155  |
| 17 | Chinoin utca (↓) Pozsonyi utca (↑)      | 8  | 20, 20Y, 30, 130 12, 14                     |
| 20 | István tér                              | 5  | 20, 20A, 30, 43, 84, 130 8, 10, 10A, 12, 55 |
| 25 | Újpest, Fóti út végállomás              | 0  | 20, 96, 96A, 196                            |